# Medea
 For alternative betydninger, se Medea (flertydig). (Se også artikler, som begynder med Medea)
Medea (græsk: Μήδεια; Mēdeia) er en troldkvinde i den græske mytologi. Datter af kong Aietes af Kolchis, Kirkes niece, barnebarn af solguden Helios og Jasons hustru.

## Tragedien Medea
Tragediens hovedperson er kvinden Medea. Hun stammer fra Kolchis ved Sortehavet og er barnebarn af Solen, Helios. Jason er nevø til kongen af Jolkos, og for at få tronen igen skal han hente det gyldne skind i Kolchis. Da han kommer til Kolchis møder han Medea, som forelsker sig i ham. Medea er trolddomskyndig og udnytter sine kræfter til at hjælpe Jason på den mission Kongen af Kolchis, Medeas far, sender ham på for at få det gyldne skind. Parret har måttet flygte fra Kolchis, og under flugten dræber Medea sin bror for at redde sig selv og Jason. Jason og Medea vender tilbage til Jolkos for at gøre krav på tronen, men må siden flygte, fordi Medea har dræbt kongen, og dennes søn leder dem på flugt. Jason og Medea bosætter sig siden i Korinth i Grækenland og får sammen to sønner.
I tragedien hører vi, at Jason og Medea nu bor i Korinth i Grækenland og at de har to sønner. For børnenes skyld vælger Jason at gifte sig med prinsessen i Korinth. Stykket handler om Medeas reaktion på dette. Lidelsen ved at Jason gifter sig igen, svigtet og alene i et fremmed land, uden mulighed for at vende hjem igen ønsker Medea i første omgang kun at dø; men hævntørsten overstiger dog hendes sorg, og hun beslutter sig for at hævne sig på Jason. Kong Kreon får dog medlidenhed med Medea og giver hende endnu en dag i Korinth, hvilket giver Medea tid nok til at udtænke en plan: Som led i sin plan sender Medea sine sønner af sted med et forgiftet diadem og slørgevandt som bryllupsgave til Jasons kommende hustru. Dette er peripetien (det afgørende vendepunkt) i tragedien. Både prinsessen og kong Kreon dør som følge af dette.
En budbringer løber fra slottet til Medeas bolig for at fortælle, hvad der er sket på slottet, og at hun til blive straffet for sine gerninger. Dette er signal til at Medea skal påbegynde den sidste del af sin plan, nemlig at slå sine to sønner ihjel. Dette vil være større lidelse for Jason, end hvis Medea dræber ham. Mordet på børnene er dog til stor sorg for Medea, der selv kæmper imod sin egen moderkærlighed. Men lige så stor Medeas kærlighed til Jason var, lige så voldsom er nu hendes had og hendes trang til hævn. Moderkærlighed og hævntørst kæmper i hendes sind, men da hendes plan er først sat i værk, og hun har sendt sine børn af sted med de forgiftede gaver til bruden (peripetien) ser hun ingen vej tilbage, og hun dræber sønnerne for derefter at flygte. Medea får dermed sin hævn på Jason, og hendes kvaler er endt.

## Film og tv
I 1969 udkom filmen Medea af den italienske instruktør Pier Paolo Pasolini, baseret på Euripides' tragedie med operasangerinden Maria Callas i hovedrollen som Medea. 
I 1988 lavede instruktør Lars von Trier sin før-dogme Medea til dansk tv; han brugte et manuskript af filmsinstruktøren Carl Theodor Dreyer. Rolleliste: Udo Kier, Kirsten Olesen, Henning Jensen og Mette Munk Plum. 